# إيفانجيليون: 2.0 أنت (لا) تستطيع التقدم
إيفانجيليون: 2.0 أنت (لا) تستطيع التقدم. (بالإنجليزية: Evangelion: 2.0 You Can (Not) Advance)‏ أو إيفانجيليون: الفيلم الجديد: الانقسام (ヱヴァンゲリヲン新劇場版: 破 Evangerion Shin Gekijōban: Ha، حرفياً "إيفانجيليون: الفيلم الجديد: الانقسام") في فيلم أنمي ياباني من 2009 من إخراج كازويا تسوروماكي وماسايوكي، وتأليف هيدياكي أنّو. الفيلم هو الثاني إصداراً من رباعية أفلام إعادة بناء إيفانجيليون المقتبسة من مسلسل الأنمي الأصلي، نيون جينيسيس إيفانجيليون، وهو من إنتاج وتوزيع مشترك لاستوديو هيدياكي أنّو، استوديو كارا بالتعاون مع غايناكس.
يتابع الفيلم قصة إيفانجيليون: 1.0 أنت (غير) وحيد، مع مواصلة شينجي إيكاري دوره كقائد كواحدة من الميكا العملاقة «إيفانجيليون» كجزء من قتال نيرف المستمر ضد الكائنات الغريبة المعروفة باسم الملائكة. إضافة لاستبداله مشاهداً عديدة وعناصر قصصية من المسلسل الأصلي، يقدم الفيلم أيضاً مشاهداً وقصة جديدتين، من بينها مخلوقات مصممة حديثاً وشخصيات جديدة، مثل ماري إلوستريوس ماكينامي، متحدة مع تقنية الإنشاء بالحاسوب ثلاثية الأبعاد. مهدت نهايته الطريق نحو ابتعاد سير القصة الملحوظ عن المسلسل الأصلي في إيفانجيليون: 3.0 أنت (لا) تستطيع الإعادة.

## القصة
افتُتح الفيلم بهروب الهيكل العظمي للملاك الثالث المُحيا ومحاولته الخروج من قاعدة نيرف القطبية الشمالية، قاعدة بيتانيا، لكن ماري إلوستوريوس ماكينامي، قائدة إيفا جديدة، انطلقت بإيفانجيليون الوحدة المؤقتة-05 ودمرت الملاك بتدمير الوحدة-05 ذاتياً والخروج بسلام في اللحظة الأخيرة.
في تلك الأثناء، زار شينجي إيكاري ووالده غيندو قبر يوي. بعد ذلك بفترة قصيرة، بدأ الملاك السابع هجومه، ولكن قُضي عليه من قبل الوحدة-02 الواصلة للتو وقائدتها العنيدة، أسكا لانغلي شيكينامي. أوصل ريوجي كاجي إلى غيندو حقيبة تحتوي «مفتاح نبوخذنصر» الغامض ونوّه أن تدمير الوحدة-05 قد مضى كما خُطط له. بعد ذلك، غيندو وكوزو فويوتسكي زارا قاعدة نيرف القمرية، قاعدة تابغا، لرؤية بناء إيفانجيليون مارك.06، الملحوظ كونها مختلفة عن بقية وحدات الإيفا. لم يُسمح لهما بالهبوط، لكنهما رأيا كاورو ناغيسا جالساً على يد الإيفا بدون بدلة فضاء. خلال غياب غيندو، هاجم الملاك الثامن طوكيو-3، واستطاع شينجي، ريه، وأسكا القضاء عليه بخطة مرتجلة لميساتو كاتسراغي. كل من الوحدة-00 والوحدة-01 تضررتا. عاد غيندو وأمر بإصلاح الوحدتين كلتيهما، لكن سيلي سمحت فقط بإصلاح الوحدة-01.
في محاولة لتحسين العلاقة بين غيندو وشينجي، أعدت ريه وجبة عشاء. في الوقت ذاته، وصلت ماري إلى طوكيو-3. لاحقاً، تدمرت الوحدة-04 مع فرع نيرف في الولايات المتحدة أثناء تجربة، مما دفع الحكومة الأمريكية إلى إرسال الوحدة-03 إلى طوكيو-3. وفقاً لاتفاقية دولية تنص على ألا تمتلك أية دولة أكثر من ثلاث وحدات إيفانجيليون نشطة في الوقت ذاته، قامت نيرف بحجز الوحدة-02 وتنظيم اختبار للوحدة-03 في نفس يوم حفلة عشاء ريه؛ تطوعت أسكا لأخذ مكان ريه كقائدة الاختبار. سرعان ما بدأ الاختبار، سيطر الملاك التاسع على الإيفا ودمر المنشأة. قاد شينجي الوحدة-01، لكنه رفض قتال الملاك خوفاً من أن تتأذى أسكا، التي لا تزال محتجزة داخله. أمر غيندو بتفعيل النظام الوهمي، مما جعل الوحدة-01 ذاتية التحكم، وسمح لها بتدمير الوحدة-03 بوحشية، محطمة قمرة القيادة بين فكيها. غاضباً من قرار أبيه القاسي، غادر شينجي نيرف.
استطاعت أسكا النجاة، لكنها أصيبت بشكل كبير ووضعت في الحجر الصحي خوفاً من تلوث عقلي من قبل الملاك. اتجه شينجي لخارج المدينة، لكن الملاك العاشر بدأ بشن هجومه، لذا اتجه نحو مأوى الطوارئ. فشل غيندو في تشغيل الوحدة-01 بدون شينجي، لذا استولت ماري على الوحدة-02 وخرجت لقتال الملاك وحيدة. أزالت ماري مقيدات الوحدة-02 وبدأت هجوماً شاملاً على الملاك، لكنه ألحق بالإيفا أضراراً جسيمة. انضمت ريه للقتال بالوحدة-00 المتضررة واندفعت نحو الملاك بصاروخ N². انفجر الصاروخ، لكنه أخفق في قتل الملاك. ابتلع الملاك الوحدة-00 ودمجها مع جسمه، مما سمح له بالمرور خلال دفاعات نيرف.
بعد رؤية ريه تُبتلَع مع الوحدة-00، هرع شينجي نحو غيندو وطلب قيادة الوحدة-01 مجدداً. استطاع شينجي صد الملاك، لكن قبل أن يقضي عليه، نفدت طاقة الوحدة-01 وتوقفت عن العمل. نشطت الإيفا مجدداً في حالة هيجان تجاوباً مع غضب شينجي لفقده لريه. تمكن شينجي من الإطاحة بالملاك، واستعمل شينجي الإيفا للوصول إلى نواة الملاك من أجل إنقاذ ريه. بدأت الوحدة-01 بعدها بتجاوز حدودها الجسدية لتلبية أمنية شينجي. في اللحظة التي استعاد فيها شينجي ريه، سحبت الوحدة-01 نواة الوحدة-00 خارج الملاك. انفجر الملاك، وامتُصَّت بقاياه مع الوحدة-00 داخل الوحدة-01، مما دمج الثلاثة في كيان واحد. نتيجة لذلك، نمت للوحدة-01 أجنحة عملاقة من الضوء، وميساتو، التي كانت تراقب المعركة، رأت أنها مشابهة للأجنحة التي رأتها أثناء حدوث الاصطدام الثاني. أدركت ريتسكو حينها أن الإيفا قد تحولت إلى كيان إلهي، محفزة الاصطدام الثالث ومبينة أن ما يحدث هو نهاية العالم.
في مشهد ما بعد الائتمانات، هبط رمح غامض بسرعة من القمر وطعن الوحدة-01 في منتصف تأليهها، معطلاً الإيفا وموقفاً الاصطدام الثالث. هبط كاورو بعدها من القمر في مارك.06، قائلاً بأنه هذه المرة، سوف يري شينجي السعادة الحقيقية.

## الإنتاج
في سبتمبر 2006، تأكد أن الفيلم الثاني سينتَج كجزء من سلسلة إعادة بناء إيفانجيليون، بتاريخ إصدار محدد مؤقتاً في يناير 2008 ومدة عرض ب90 دقيقة. في نوفمبر 2006، أكدت طبعة ديسمبر من مجلة الأنمي اليابانية نيوتايب أن الفيلم الثاني كان يؤلَّف في مرحلة ما بعد الإنتاج للفيلم الأول. صرح أنّو أن تقديم شخصيات ووحدات إيفانجيليون جديدة سيبدأ من الفيلم الثاني فصاعداً. أُجِّل تاريخ الإصدار عدة مرات من الإعلان الأصلي في يناير 2008: أولاً، ليتم إصداره في ديسمبر 2008 قبل تحديث على الموقع الرسمي في 6 أكتوبر 2008 أعلن عن العنوان الإنجليزي الرسمي وتاريخ إصدار في «أوائل صيف 2009». كشف تأجيل نهائي أن الفيلم سيصدر في 27 يونيو 2009.

## الموسيقى
في مايو 2009، عادت هيكارو أوتادا إلى السلسلة وقدمت أغنية الشارة من أجل الفيلم، «عالم جميل -مكس بلانيتب أكوستيكا-.» أصدرت أوتادا سابقاً «عالم جميل» من أجل إيفانجيليون: 1.0 أنت (غير) وحيد في 2007. ألبوم موسيقى تصويرية مميزاً موسيقى الفيلم لشيرو ساغيسو أُصدر في 8 يوليو 2009 في النسختين العادية والخاصة. النسخة الخاصة تحتوي قرصاً إضافياً يبرز اختيارات موسيقية غير معدلة لتتناسب في الفيلم.

## الإصدار
العرض التشويقي الأولي للفيلم، المعروض بعد تأمينات نهاية إيفانجيليون: 1.0 أنت (غير) وحيد بأسلوب العرض المسبق «للحلقة التالية» في المسلسل الأصلي، لمح لظهور الوحدة-02 وقائدتها أسكا لانغلي شيكينامي وأظهر مشاهد مُلهَمة من المسلسل الأصلي (اختفاء الوحدة-04 بعد تشغيل محرك S² المثبت فيها، واستيلاء باردييل على الوحدة-03، وقتال وحدتي إيفانجيليون 01 و02 مع زيرويل) وكذلك مشاهد جديدة (الوحدتان 05 و06 المصممتان حديثاً والشخصية الجديدة الغير مقدمة بعد ماري إلوستريوس ماكينامي). أُصدر عرض كامل في 2 أبريل 2009. الشخصية ماري إلوستريوس ماكينامي، التي ظهرت في العرض التشويقي وكذلك في لعبة نينتندو دي إس بوتشي إيفا: إيفانجيليون@غيم (ぷちえゔぁ～EVANGELION@GAME～ Puchi Eva ~Evangerion @ Gēmu) كجائزة صورة شخصية باسم ماري (マリ) والوصف المجرد «الفتاة الغامضة»، قُدمت في إصدار 18 أبريل من مجلة إيفا-إكسترا01 الورقية باسمها الكامل، متابعة مبدأ إيفانجيليون في التسمية البحرية، مع مايا ساكاموتو كممثلتها الصوتية. وبالمثل، كشفت الملصقات المسرحية أن اسم عائلة الشخصية أسكا سيتغير من سوريو إلى شيكينامي.
حصل إيفانجيليون: 2.0 على ظهوره الدولي/الأمريكي الأول في مهرجان هاواي السينمائي الدولي في 24 أكتوبر 2009. وعُرض لأول مرة في كندا في مهرجان واترلو لسينما الرسوم المتحركة في 21 نوفمبر 2009. في 3 ديسمبر 2009، أُصدر الفيلم في هونغ كونغ وكوريا الجنوبية. في أستراليا، عُرض الفيلم لأول مرة في مهرجان ريل للأنمي في سبتمبر 2010. عُرض الفيلم في إيرلندا في 20 مارس 2010 كجزء من أنمي نهاية الأسبوع في المعهد الإيرلندي السينمائي. عُرض الفيلم في 10 يوليو 2010 كجزء من مهرجان فانتازيا السينمائي في مونتريال. حصل الفيلم على ظهوره الأوروبي الأول في لوتشا كوميكس 2009 في 1 نوفمبر 2009 وعُرض في مهرجان آسيا السينمائي في ميونيخ في 6 نوفمبر 2009. رغم الإعلانات السابقة، إلا أن إيفانجيليون: 2.0 أنت (لا) تستطيع التقدم لم يُعرض في مهرجان أنيموشن في بون بسبب مشاكل الترخيص. تنافس الفيلم أيضاً في مهرجان ستيجيس السينمائي في كتالونيا، إسبانيا في 4 أكتوبر 2009 في صنف Anima't. في أمريكا الشمالية، أعلن كل من سينما إيجا ريليسنج، إيليفن آرتس وفنيميشن إنترتينمنت أن إيفانجيليون: 2.0 أنت (لا) تستطيع التقدم سيُعرض لأول مرة في الولايات المتحدة في يناير 2011. كان من المخطط له في البداية أن يُعرض في 70-100 مسرح. مع ذلك، أصدرت فنيميشن أصدرت قراراً في ديسمبر 2010 مؤكدة أنه سيصدر في 22 مسرحاً.
- سنغافورة: 12 نوفمبر 2009، في ذا كاثاي/ذا بكتشرهاوس.
- كوريا الجنوبية: 3 ديسمبر 2009.
- هونغ كونغ: 3 ديسمبر 2009.[21]
- ماليزيا: 4 مارس 2010 في ذا كاثاي سينيبلكس e@Curve وTGV في سنواي (بعد طلب المعجبين في المنتدى وفيس بوك).[31]
- بلجيكا: أنيما: مهرجان بروكسل لأفلام الرسوم المتحركة 2010. 13 و20 فبراير 2010.[32]
- المملكة المتحدة: مهرجان غلاسكو السينمائي في 15 فبراير 2010 5:45 م.[33][34]
- إستونيا: 4.م.ي.أ.ر.م. (المهرجان الياباني لأفلام الرسوم المتحركة) في تالين وتارتو 4 أبريل 2010.
- إندونيسيا: العرض في كافة الدولة، بدءاً من 16 يوليو 2010، فقط في مسارح بليتز ميغابلكس. حقوق التوزيع لبراتاما فيلم.[35][36][37]

تم بث إيفانجيليون: 2.0 على التلفزيون الياباني (NTV) في 26 أغسطس 2011 بنفس العنوان إيفانجيليون: 2.02'. في نفس الوقت، عُرضت النسخة التلفزيونية في 5 مسارح؛ البث التلفزيوني لـإيفانجيليون: 2.0 تلقى تقييمات أعلى من التي تلقاها 1.0. في نهاية البث، تضمن العرض أيضاً عرضاً تشويقياً لـإيفانجيليون: 3.0، مع تاريخ إصدار رسمي في خريف 2012.

### شباك التذاكر
في أسبوعه الافتتاحي في اليابان، وصل الفيلم للمركز الأول في شباك التذاكر وذلك بربح مقداره 510 مليون ين. وبذلك جنى الفيلم ما يعادل أكثر من د.أ. $40 مليون في شباك التذاكر الياباني، مما جعله ثالث أعلى أنمي ياباني ربحاً في 2009. شباك التذاكر الأمريكي الشمالي للفيلم وصل إلى $130,000، في تحسن بالنسبة لـ1.0.

### الإعلام المحلي
حدث إصدار الدي في دي والبلو-راي في اليابان في 26 مايو 2010؛ على عكس نسختي الدي في دي من 1.0، فقد أُصدر باسم 2.22 مع «تعديلات». إصدار يونيفرسم فيلم الألماني في 16 يوليو احتوى بلو-راي إيفانجيليون 1.11. وضع الإصدار الياباني رقماً قياسياً على Amazon.co.jp للطلبات المسبقة، بأكثر من 88,000، وفي النهاية ما يفوق 800,000 طلب مسبق بشكل عام؛ بعد الإصدار، وضع رقماً قياسياً لمبيعات أول يوم (124,000 دي في دي، و195,000 بلو-راي)، متصدراً مبيعات البلو-راي لأربعة أسابيع. في أوتاكون 2010، موزع الأنمي في أمريكا الشمالية فنيميشن إنترتينمنت أعلن ترخيصه إيفانجيليون 2.0 ويخطط لإصدار مسرحي متبوعاً بإصدار دي في دي وبلو-راي في 5 أبريل 2011. تقدم تاريخ الإصدار في وقت لاحق إلى 29 مارس 2011 للولايات المتحدة، ولكن تاريخ الإصدار الأصلي بقي ثابتاً في كندا. في مايو 2010، موزع الأنمي في بريطاني مانغا إنترتينمنت أعلن عن التخطيط لإصدار إيفانجيليون: 2.0 في المملكة المتحدة وكان بانتظار فنيميشن للإعلان عن تواريخ الإنتاج؛ في ديسمبر 2010، تواريخ إنتاج الدي في دي والبلو-راي لـ2.22 أُعلن أنها ستكون في يونيو 2011. لاحقاً، تغير التاريخ لإصدار مُقدم في 30 مايو، لكنه أعيد في النهاية للشهر الأصلي، في 20 يونيو. الموزع الأسترالي مادمان إنترتنيمنت أصدر إيفانجيليون: 2.22 على البلو-راي والدي في دي في 15 يونيو 2011 بترخيص حصري من NTV ومانغا إنترتينمنت. هذه المرة، احتوى دي في دي مادمان على كل المميزات الخاصة على قرص واحد، على عكس إصدار الدي في دي ل1.11، الذي أتى بقرص (بينما إصدارات الدي في دي الأمريكية لكلا الفلمين احتوت على قرصين) ومفتقداً بعض المميزات الخاصة (البلو-راي أتى بها كلها).

### التسويق
مصمم الشخصيات يوشيوكي ساداموتو صمم ثلاث مجسمات ب@ربريك لأسكا، ريه، وماري، التي عُرضت للبيع في 14 مارس 2009 وكانت متاحة أيضاً كحزمة مع شراءات تذاكر الفيلم المتقدمة. إن.تي.تي دوكومو وشارب أصدرتا نموذج إنتاج لهاتف "SH-06A NERV" الظاهر في الفيلم، مع إشراف هيدياكي أنّو واستوديو كارا على التصميم. الهاتف، الذي كان متاحاً فقط في اليابان في يونيو-يوليو 2009، حُدد له مسبقاً 20,000 طلباً مسبقاً و10,000 بيع تجزئة. بعد بيع كل الطلبات المسبقة في خمس ساعات فقط، أعلنت إن.تي.تي دوكومو أنها ستصنع 75,000 وحدة إضافية لتلبية كل الطلبات. في أغسطس 2009، أصدر كل من ABC-Mart، كينغ ريكوردز، وآتشيليس أحذية رياضة مصممة إثر إيفانجيليون الوحدة-01 كجزء من «مشروع واسطة مؤطئ الأقدام.» شركة أويشيما كوفي، كما مع إيفانجيليون: 1.0 أنت (غير) وحيد، أنتجت علب قهوة بصورة شخصيات إيفانجيليون ووحدات إيفا الخاصة بهم. أصدرت ميديكون مجسمات «أبطال الحركة الحقيقيين» لشينجي، ريه، أسكا وكاورو ببزات قابس معاد تصميمها في أغسطس، سبتمبر، ونوفمبر 2009 ومايو 2010، بينما أصدرت بانداي سلسلتها الخاصة من المجسمات لماري إلوستريوس ماكينامي ومجموعتين منفصلتين من مجسمات غاشابون في مايو ويوليو 2009. أصدرت بانداي أيضاً مجسمات متنوعة من سلسلتهم روبوت داماشيي للوحدة-01 (حصري تاماشيي)، الوحدة-01 (النسختان العادية والمعارك الليلية)، الوحدة-02 (العادية وهيأة الوحش)، والوحدة-03. لاوسون أصدرت مجسمات لأسكا، ريه، بين²، وبوتشي-إيفا لتباع مع شراءات التذاكر المقدمة. قدمت ريفولتيك مجسمات أخرى متعددة، بما فيها الوحدة-01 (الهيأتان العادية والهائجة)، الوحدة-02، والوحدة-05 (العادية والمعاد تلوينها) وكذلك بعضها الحصرية الخاصة المتاحة في مدخلات المجلات (الوحدة-03) و7-إليفن (الوحدة-00). الكتاب الفني ذو 320 صفحة لـ2.0، أساس إيفانجيليون 2.0، أُصدر في 28 مايو 2011 ب3,675 ين.

## الاستقبال
جاستن سيفاكيس من شبكة أخبار الأنمي أشاد بتفاعل الشخصيات وتطورها الجديدين، قائلاً «إيفانجيليون 2.0 يُشعِر بأن المشروع كأنه وُضِع على مثبتات المزاج: إنه ليس أكثر سعادة، لكنه أكثر ثباتاً وبالطبع أكثر تركيزاً. وفي النهاية، فإنه تحسن شاسع.» مراجعاً إصدار البلو-راي الأمريكي لش.أ.أ، ثيرون مارتن كتب أن أسكا في 2.0 «مختلفة عن الحصول أولاً بأول، أيضاً، حيث أنها أقل شقاوة ولا اجتماعية بقوة أكثر من الأولى. ربما بدت في البداية أكثر قائدة إيفا تأقلماً اجتماعياً في المسلسل التلفزيوني، لكنها هنا لم تظهر أية ذرائع بشأن إعجابها بأحد - ولا حتى كاجي، الذي ناحت عليه بيأس في المسلسل التلفزيوني لكنها لم تفكر مراراً هنا - وتبدو متحفزة بنفس القدر عن طريق إنشاء نفسها في مسار عمل مستقبلي في نيرف كما هي بطريق كبريائها الشخصي.» ومدح تقنية أنّو حيث «لحظات القمة من [المشهد] الأكثر شناعة ضُبطت بأغنية أطفال ناعمة اللحن التي، بشكل متناقض، جعلت المشاهد أكثر رعباً».
ناقد مانيا.كوم كريس بيفيردج كتب أن «مشاهدة الإصدار الثاني من إيفانجيليون أكثر مكافأة وأصعب من الأول. فهو أكثر مكافأة لأنك ترى هذه التأدية تأخذ حياتها الخاصة بالكامل، من الطريقة التي أُدخلت بها أسكا، شخصية ماري الجديدة والمجال الأكبر لكيفية عمل العالم من وحدات الإيفانجيليون...أتت كبيرة هنا مع العديد من التغييرات، تغييرات قد تزعج وتضايق المخلص، لكنها تأدية تقوم بشيء مختلف في هذه النقطة وتقوم بها جيداً، مقدمة إياه كل النعومة الذي يحتاجها، بالرغم من أنها بالفعل تبدو مستعجَلة أحياناً حين يكون هناك العديد من قتالات الملائكة خلاله.» العديد من النقاد أشادوا بمشاهد الحركة (بوسطن غلوب انتقدتها كـ«متعبة»)؛ تورنتو ستار كتبت: «مبقياً لا وقت لجعل الجدد يواكبون السرعة، إيفانجيليون 2.0 سوف يربك بلا شك بعض المشاهدين بقصته المزدحمة الحشو وحواره ذي المصطلحات الثقيلة لكن المرئيات فائقة الحركة، المصممة بتعقيد أكثر من التعويض، خاصة عندما تُشاهَد بالمستوى الذي تستحقه.» شيكاغو سن-تايمز كذلك أشادت بالحركة، لكنها انتقدت الموسيقى التصويرية لكونها «مجموعة غريبة من الموسيقى بأسلوب المصعد.»
ناقد ذا كنساس سيتي ستار كتب "الشخصيات المحيطية صعبة المتابعة، وعالم لاهوت من العصور الوسطى سيستغرب من كل هذه الرطانة الغامضة"، لكنه مدح "مشاهد المعارك المزدحمة والتحريك الجميل. تلك العناصر لا تعوض عن كل عيب، لكنها تصنع نوعاً متحدياً أسهل متعة للمبتدئين."" (ن.إ.و.: "بإدخال ماري بشكل واضح جداً، لكن الفيلم ينساها لأربعين دقيقة....لم تظهر مجدداً حتى نصف الفيلم. وهدفها بقي متملصاً.") ناقد فورت وورث ويكلي، في المقابل، مدح الرطانة الغامضة وإشارات الأوتاكو: "هذا الفيلم يهرِّب الرمزية والمراجع اليهود-مسيحية التي غالباً ما تميل نحو الغموض. هذا، إلى جانب تعليقها الفوقي على الأنمي نفسه وطرق ارتباط معجبيه به، يساعد في إبعاد الفيلم عن رفاقه." الفيلم يمتلك حالياً 71% تقييم "طازج" على الطماطم الفاسدة.

### الجوائز
فاز الفيلم بالمركز الأول في صنف الرسوم المتحركة في مهرجان الفيلم الآسيوي في ليون الفرنسية، متنصراً بصعوبة على سيمفونية في أغسطس بتصويت الجمهور. فاز بجائزة الرسوم المتحركة الممتازة للعام عن طريق ترشيحه لجائزة أكاديمي اليابان لأنمي العام في 2010. لقطات ومسودات من 2.0 لهيدياكي أنّو عُرِضت في كونستلرهوس بيثانيان[وصلة مكسورة] كجزء من معرض بروتو أنمي كت في يناير-مارس 2011، مع جولة أوروبية مخطط لها في صيف 2012.

## التكملة
الفيلم التالي في السلسلة، إيفانجيليون: 3.0 أنت (لا) تستطيع الإعادة، عُوين في العرض التشويقي ما بعد التأمينات، متابعاً القصة مع «شينجي وريه لايزالان مجمدين داخل الوحدة-01»، «طوكيو-3 والجيوفرونت قد هُجرا»، «عمال نيرف في الحبس»، «إيفا مارك.06 تهبط في دوغما»، «إيفا الوحدة-08 المتسارعة وقائد (ت)ها»، واجتماع «الأطفال الذين اختيروا من قبل القدر». أُصدر الفيلم في اليابان في 17 نوفمبر 2012. أُصدر على البلو-راي والدي في دي في اليابان في 24 أبريل 2013 بعنوان إيفانجيليون: 3.33 أنت (لا) تستطيع الإعادة.

## وصلات خارجية
- (باليابانية) الموقع الرسمي
- إيفانجيليون: 2.0 أنت (لا) تستطيع التقدم على موقع IMDb (الإنجليزية)
- إيفانجيليون: 2.0 أنت (لا) تستطيع التقدم على موقع ميتاكريتيك (الإنجليزية)
- إيفانجيليون: 2.0 أنت (لا) تستطيع التقدم على موقع روتن توميتوز (الإنجليزية)
- إيفانجيليون: 2.0 أنت (لا) تستطيع التقدم على موقع نتفليكس (الإنجليزية)
- إيفانجيليون: 2.0 أنت (لا) تستطيع التقدم على موقع ألو سيني (الفرنسية)
- إيفانجيليون: 2.0 أنت (لا) تستطيع التقدم على موقع Turner Classic Movies (الإنجليزية)
- إيفانجيليون: 2.0 أنت (لا) تستطيع التقدم على موقع أول موفي (الإنجليزية)
- إيفانجيليون: 2.0 أنت (لا) تستطيع التقدم على موقع بوكس أوفيس موجو (الإنجليزية)
- إيفانجيليون: 2.0 أنت (لا) تستطيع التقدم على موقع فيلمافينيتي (الإسبانية)
- إيفانجيليون: 2.0 أنت (لا) تستطيع التقدم على موقع قاعدة بيانات الفيلم (الإنجليزية)
- إيفانجيليون: 2.0 أنت (لا) تستطيع التقدم (فيلم) في شبكة أخبار الأنمي
- نقد ذا ستار
- مجموعة سجلات إيفانجيليون 2.0 الكاملة -(ردمك 978-4-905033-00-4; مقابلات الإنتاج مع هيدياكي أنّو، كازويا تسوروماكي، إلخ.)